# 1,2-dimetilhidrazina
1,2-Dimetilhidrazina (o dimetilhidrazina simétrica) es isómero cancerígeno que además actúa como agente metilante in vivo. Como procarcinógeno, actúa como un agente de alquilación del ADN; en efecto, el agente generado es el metildiazonio, un ion carbónico capaz de metilar ADN, ARN y proteínas. Es utilizado para inducir tumores en el cólon de animales que se usan en investigaciones de carácter experimental, por ejemplo, «el modelo de carcinogénesis colónica murino inducido con 1,2 dimetilhidrazina (DMH), se asemeja en su desarrollo al cáncer colorrectal humano».